# Ylläsjärvi (ort)
Ylläsjärvi är en ort i Finland. Den ligger i Kolari kommun och landskapet Lappland, i den norra delen av landet, 800 km norr om huvudstaden Helsingfors. Ylläsjärvi ligger 192 meter över havet och antalet invånare är 200. Den ligger vid sjön Ylläslompolo.
Terrängen runt Ylläsjärvi är platt åt sydost, men åt nordväst är den kuperad. Trakten runt Ylläsjärvi är nära nog obefolkad, med mindre än två invånare per kvadratkilometer. Närmaste större samhälle är Äkäslompolo, 11,0 km nordväst om Ylläsjärvi. 